# Elitserien 2022-2023 (pallavolo femminile)
La Elitserien 2022-2023, 62ª edizione della massima serie del campionato svedese di pallavolo femminile si è svolta dal 24 settembre 2022 al 25 aprile 2023: al torneo hanno partecipato undici squadre di club svedesi e la vittoria finale è andata, per l'ottava volta, all'Engelholms.

## Regolamento

### Formula
Le squadre hanno disputato un girone all'italiana, con gare di andata e ritorno, per un totale di ventuno giornate; al termine della regular season:
- La squadra federale del RIG Falköping è stata esclusa dal prosieguo del campionato. Tra le altre squadre:
- Le prime otto classificate hanno acceduto ai play-off scudetto strutturati in quarti di finale, semifinali e finale, disputati al meglio di tre vittorie su cinque gare, e finale per il terzo posto, disputata con gare di andata e ritorno;
- Le squadre classificate al nono e decimo posto hanno acceduto ai play-out retrocessione, disputati al meglio di due vittorie su tre gare; la squadra perdente ha poi acceduto allo spareggio promozione-retrocessione con la prima classificata della Division 1: la squadra vincente ha ottenuto o mantenuto il diritto di partecipazione alla Elitserien 2023-2024[2].

### Criteri di classifica
Se il risultato finale è stato di 3-0 o 3-1 sono stati assegnati 3 punti alla squadra vincente e 0 a quella sconfitta, se il risultato finale è stato di 3-2 sono stati assegnati 2 punti alla squadra vincente e 1 a quella sconfitta.
L'ordine del posizionamento in classifica è stato definito in base a:
- Punti;
- Numero di vittorie;
- Ratio dei set vinti/persi;
- Ratio dei punti realizzati/subiti[3].

## Squadre partecipanti
| Club           | Stagione | Città      | Impianto               | Stagione precedente                                                          |
| -------------- | -------- | ---------- | ---------------------- | ---------------------------------------------------------------------------- |
| Engelholms     | dettagli | Ängelholm  | Kungsgårdshallen       | 3ª in Elitserien; 3ª play-off scudetto                                       |
| Gislaved       | dettagli | Gislaved   | Gisle Sporthall        | 9ª in Elitserien; vincitrice play-out retrocessione                          |
| Göteborg       | dettagli | Göteborg   | Idrottshögskolan       | 1ª in Division 1 (girone Sud); vincitrice spareggio promozione-retrocessione |
| Hylte/Halmstad | dettagli | Hyltebruk  | Halmstad Arena         | 1ª in Elitserien; campione di Svezia                                         |
| IKSU           | dettagli | Umeå       | IKSU Sportcenter Arena | 8ª in Elitserien; quarti di finale play-off scudetto                         |
| Linköpings     | dettagli | Linköping  | Linköpings Sporthall   | 4ª in Elitserien; 4ª play-off scudetto                                       |
| Lunds          | dettagli | Lund       | Idrottshallen          | 5ª in Elitserien; quarti di finale play-off scudetto                         |
| Örebro         | dettagli | Örebro     | Idrottshuset Örebro    | 2ª in Elitserien; finale play-off scudetto                                   |
| RIG Falköping  | dettagli | Falköping  | Frejahallen            | 11ª in Elitserien                                                            |
| Sollentuna     | dettagli | Sollentuna | Arena Satelliten       | 6ª in Elitserien; quarti di finale play-off scudetto                         |
| Värnamo        | dettagli | Värnamo    | Sporthallen            | 7ª in Elitserien; quarti di finale play-off scudetto                         |

## Torneo

### Regular season

#### Risultati
| Prima giornata |                       |     |                                   |
|                |                       |     |                                   |
| 24-09          | Engelholms - Värnamo  | 3-0 | 25-13, 25-14, 25-12               |
| 24-09          | Sollentuna - Örebro   | 2-3 | 25-20, 25-21, 19-25, 22-25, 15-17 |
| 24-09          | IKSU - Linköpings     | 0-3 | 16-25, 18-25, 14-25               |
| 24-09          | RIG Falköping - Lunds | 1-3 | 24-26, 15-25, 25-19, 25-27        |

| Seconda giornata |                            |     |                            |
|                  |                            |     |                            |
| 01-10            | Lunds - IKSU               | 3-0 | 25-17, 25-13, 25-11        |
| 01-10            | Göteborg - Värnamo         | 3-0 | 25-16, 25-23, 27-25        |
| 01-10            | Linköpings - Gislaved      | 3-0 | 25-23, 25-17, 25-17        |
| 02-10            | Hylte/Halmstad - Örebro    | 1-3 | 25-20, 19-25, 20-25, 20-25 |
| 02-10            | Engelholms - RIG Falköping | 3-0 | 25-17, 25-20, 25-11        |

| Terza giornata |                             |     |                                   |
|                |                             |     |                                   |
| 08-10          | IKSU - RIG Falköping        | 0-3 | 23-25, 21-25, 25-27               |
| 08-10          | Värnamo - Linköpings        | 3-0 | 25-23, 27-25, 25-18               |
| 08-10          | Örebro - Engelholms         | 2-3 | 25-21, 13-25, 28-26, 17-25, 12-15 |
| 08-10          | Sollentuna - Hylte/Halmstad | 2-3 | 18-25, 17-25, 25-23, 25-23, 12-15 |
| 08-10          | Lunds - Göteborg            | 1-3 | 13-25, 23-25, 28-26, 26-28        |

| Quarta giornata |                           |     |                                   |
|                 |                           |     |                                   |
| 12-10           | Gislaved - Hylte/Halmstad | 3-2 | 19-25, 19-25, 25-20, 25-21, 16-14 |
| 15-10           | Linköpings - Sollentuna   | 3-0 | 25-17, 25-14, 25-10               |
| 15-10           | RIG Falköping - Örebro    | 0-3 | 16-25, 14-25, 21-25               |
| 16-10           | Engelholms - Lunds        | 3-0 | 25-21, 25-14, 25-15               |

| Quinta giornata |                           |     |                            |
|                 |                           |     |                            |
| 22-10           | Hylte/Halmstad - Göteborg | 1-3 | 19-25, 25-17, 15-25, 21-25 |
| 22-10           | IKSU - Engelholms         | 0-3 | 15-25, 13-25, 22-25        |
| 22-10           | Lunds - Gislaved          | 3-0 | 25-19, 25-21, 25-22        |
| 22-10           | Sollentuna - Värnamo      | 3-0 | 25-14, 25-22, 25-20        |
| 23-10           | Örebro - Linköpings       | 3-0 | 25-20, 25-16, 25-17        |

| Sesta giornata |                         |     |                                   |
|                |                         |     |                                   |
| 29-10          | Hylte/Halmstad - IKSU   | 3-0 | 25-12, 25-10, 25-21               |
| 29-10          | Gislaved - Sollentuna   | 3-1 | 25-17, 25-18, 23-25, 25-22        |
| 30-10          | Engelholms - Linköpings | 3-2 | 22-25, 23-25, 26-24, 25-20, 15-10 |

| Settima giornata |                             |     |                                   |
|                  |                             |     |                                   |
| 13-11            | Värnamo - Örebro            | 0-3 | 21-25, 13-25, 14-25               |
| 03-11            | Göteborg - Gislaved         | 3-2 | 25-19, 25-22, 18-25, 21-25, 15-13 |
| 08-11            | Göteborg - RIG Falköping    | 3-0 | 25-13, 25-17, 25-10               |
| 12-11            | Linköpings - Hylte/Halmstad | 3-0 | 25-22, 25-20, 25-19               |
| 12-11            | Örebro - Göteborg           | 3-0 | 25-19, 25-21, 25-11               |
| 12-11            | RIG Falköping - Gislaved    | 0-3 | 19-25, 22-25, 20-25               |
| 12-11            | Sollentuna - Engelholms     | 0-3 | 20-25, 15-25, 16-25               |

| Ottava giornata |                             |     |                            |
|                 |                             |     |                            |
| 19-11           | Linköpings - Lunds          | 3-1 | 23-25, 25-14, 25-17, 25-18 |
| 19-11           | Göteborg - Sollentuna       | 3-0 | 32-30, 25-17, 25-16        |
| 19-11           | Värnamo - RIG Falköping     | 1-3 | 25-20, 22-25, 21-25, 22-25 |
| 19-11           | Gislaved - IKSU             | 3-0 | 25-16, 25-11, 25-14        |
| 20-11           | Örebro - IKSU               | 3-0 | 25-14, 25-15, 25-17        |
| 20-11           | Engelholms - Hylte/Halmstad | 3-1 | 19-25, 25-21, 25-11, 25-10 |

| Nona giornata |                            |     |                            |
|               |                            |     |                            |
| 26-11         | IKSU - Göteborg            | 0-3 | 20-25, 20-25, 21-25        |
| 26-11         | Gislaved - Engelholms      | 0-3 | 24-26, 15-25, 16-25        |
| 26-11         | RIG Falköping - Sollentuna | 0-3 | 24-26, 15-25, 27-29        |
| 26-11         | Lunds - Örebro             | 1-3 | 18-25, 22-25, 25-22, 22-25 |
| 27-11         | Hylte/Halmstad - Värnamo   | 3-0 | 25-13, 25-12, 25-13        |

| Decima giornata |                                |     |                                  |
|                 |                                |     |                                  |
| 03-12           | Värnamo - IKSU                 | 3-1 | 25-12, 25-19, 23-25, 25-23       |
| 30-11           | Värnamo - Gislaved             | 1-3 | 18-25, 25-16, 23-25, 19-25       |
| 03-12           | Göteborg - Linköpings          | 3-2 | 18-25, 25-23, 25-5, 16-25, 15-13 |
| 03-12           | RIG Falköping - Hylte/Halmstad | 0-3 | 18-25, 13-25, 19-25              |
| 04-12           | Sollentuna - Lunds             | 3-0 | 25-20, 25-18, 25-19              |

| Undicesima giornata |                            |     |                            |
|                     |                            |     |                            |
| 10-12               | Linköpings - RIG Falköping | 3-0 | 25-17, 25-15, 28-26        |
| 10-12               | IKSU - Sollentuna          | 1-3 | 19-25, 25-21, 19-25, 10-25 |
| 10-12               | Lunds - Hylte/Halmstad     | 0-3 | 19-25, 16-25, 20-25        |
| 11-12               | Gislaved - Örebro          | 0-3 | 13-25, 23-25, 20-25        |
| 11-12               | Lunds - Värnamo            | 3-0 | 25-12, 25-14, 25-15        |
| 11-12               | Engelholms - Göteborg      | 3-0 | 25-18, 25-6, 25-13         |

| Dodicesima giornata |                            |     |                            |
|                     |                            |     |                            |
| 15-12               | Värnamo - Engelholms       | 0-3 | 12-25, 17-25, 15-25        |
| 17-12               | IKSU - Lunds               | 1-3 | 17-25, 20-25, 25-22, 20-25 |
| 17-12               | Sollentuna - Göteborg      | 3-1 | 15-25, 25-10, 25-23, 25-19 |
| 17-12               | RIG Falköping - Linköpings | 0-3 | 16-25, 21-25, 20-25        |
| 17-12               | Örebro - Gislaved          | 3-0 | 25-16, 25-14, 25-7         |
| 18-12               | IKSU - Hylte/Halmstad      | 0-3 | 16-25, 12-25, 19-25        |

| Tredicesima giornata |                             |     |                            |
|                      |                             |     |                            |
| 07-01                | Hylte/Halmstad - Sollentuna | 3-1 | 25-17, 28-30, 25-14, 29-27 |
| 08-01                | Engelholms - Örebro         | 3-0 | 25-23, 25-21, 25-13        |

| Quattordicesima giornata |                          |     |                                  |
|                          |                          |     |                                  |
| 14-01                    | IKSU - Värnamo           | 0-3 | 23-25, 23-25, 23-25              |
| 14-01                    | Gislaved - Linköpings    | 0-3 | 16-25, 16-25, 16-25              |
| 14-01                    | RIG Falköping - Göteborg | 3-1 | 23-25, 25-20, 26-24, 25-18       |
| 14-01                    | Lunds - Sollentuna       | 2-3 | 21-25, 23-25, 26-24, 25-17, 8-15 |
| 15-01                    | Örebro - Hylte/Halmstad  | 1-3 | 22-25, 25-23, 13-25, 18-25       |

| Quindicesima giornata |                           |     |                                  |
|                       |                           |     |                                  |
| 19-01                 | Gislaved - RIG Falköping  | 3-0 | 25-17, 25-12, 26-24              |
| 28-01                 | Linköpings - Engelholms   | 0-3 | 9-25, 23-25, 15-25               |
| 28-01                 | Hylte/Halmstad - Gislaved | 3-0 | 25-19, 25-18, 25-14              |
| 28-01                 | Värnamo - Lunds           | 0-3 | 12-25, 17-25, 18-25              |
| 28-01                 | Sollentuna - IKSU         | 3-0 | 25-8, 25-17, 25-17               |
| 29-01                 | Göteborg - Lunds          | 2-3 | 29-27, 21-25, 25-21, 22-25, 6-15 |

| Sedicesima giornata |                           |     |                                   |
|                     |                           |     |                                   |
| 31-01               | Örebro - RIG Falköping    | 3-0 | 25-14, 25-14, 25-15               |
| 01-02               | Lunds - Engelholms        | 0-3 | 20-25, 25-27, 16-25               |
| 04-02               | Göteborg - Hylte/Halmstad | 0-3 | 19-25, 17-25, 10-25               |
| 04-02               | IKSU - Örebro             | 0-3 | 16-25, 7-25, 18-25                |
| 04-02               | Sollentuna - Linköpings   | 2-3 | 19-25, 23-25, 27-25, 25-15, 10-15 |

| Diciassettesima giornata |                                |     |                                   |
|                          |                                |     |                                   |
| 11-02                    | Örebro - Lunds                 | 3-1 | 25-19, 12-25, 25-18, 25-16        |
| 11-02                    | Hylte/Halmstad - RIG Falköping | 3-0 | 25-13, 25-11, 25-14               |
| 11-02                    | Linköpings - Göteborg          | 3-1 | 25-22, 25-13, 20-25, 25-15        |
| 11-02                    | Värnamo - Sollentuna           | 3-2 | 25-19, 25-20, 22-25, 12-25, 15-12 |

| Diciottesima giornata |                             |     |                            |
|                       |                             |     |                            |
| 18-02                 | Gislaved - Lunds            | 3-0 | 25-23, 25-16, 25-15        |
| 18-02                 | Hylte/Halmstad - Engelholms | 3-1 | 25-21, 25-18, 14-25, 25-21 |
| 18-02                 | Örebro - Sollentuna         | 3-1 | 25-16, 25-23, 22-25, 25-15 |
| 18-02                 | Värnamo - Göteborg          | 1-3 | 23-25, 23-25, 25-21, 18-25 |
| 18-02                 | RIG Falköping - IKSU        | 3-1 | 25-20, 16-25, 25-17, 25-11 |
| 19-02                 | Linköpings - IKSU           | 3-0 | 25-8, 25-17, 28-26         |
| 19-02                 | Göteborg - Örebro           | 0-3 | 18-25, 14-25, 21-25        |
| 19-02                 | Engelholms - Gislaved       | 3-1 | 25-8, 25-20, 23-25, 25-16  |
| 19-02                 | RIG Falköping - Värnamo     | 1-3 | 24-26, 25-21, 24-26, 23-25 |

| Diciannovesima giornata |                            |     |                            |
|                         |                            |     |                            |
| 25-02                   | Göteborg - Engelholms      | 1-3 | 16-25, 22-25, 25-22, 19-25 |
| 25-02                   | IKSU - Gislaved            | 1-3 | 13-25, 28-26, 19-25, 20-25 |
| 25-02                   | Hylte/Halmstad - Lunds     | 3-0 | 25-22, 25-16, 25-14        |
| 25-02                   | Linköpings - Värnamo       | 3-1 | 26-24, 22-25, 25-19, 25-8  |
| 26-02                   | Sollentuna - RIG Falköping | 3-0 | 25-21, 25-11, 25-23        |

| Ventesima giornata |                          |     |                                  |
|                    |                          |     |                                  |
| 02-03              | Gislaved - Värnamo       | 3-1 | 28-26, 25-21, 17-25, 25-18       |
| 02-03              | Linköpings - Örebro      | 2-3 | 25-23, 18-25, 20-25, 25-21, 9-15 |
| 04-03              | Gislaved - Göteborg      | 1-3 | 28-30, 25-21, 14-25, 20-25       |
| 04-03              | Värnamo - Hylte/Halmstad | 0-3 | 13-25, 23-25, 14-25              |
| 04-03              | Lunds - Linköpings       | 2-3 | 19-25, 25-23, 25-22, 18-25, 4-15 |
| 05-03              | Lunds - RIG Falköping    | 3-1 | 25-22, 25-8, 17-25, 25-17        |
| 05-03              | Engelholms - Sollentuna  | 3-0 | 25-21, 25-21, 25-19              |

| Ventunesima giornata |                             |     |                            |
|                      |                             |     |                            |
| 11-03                | Göteborg - IKSU             | 3-0 | 25-22, 25-18, 25-14        |
| 11-03                | RIG Falköping - Engelholms  | 0-3 | 17-25, 11-25, 17-25        |
| 11-03                | Örebro - Värnamo            | 3-0 | 25-12, 25-7, 25-17         |
| 11-03                | Sollentuna - Gislaved       | 1-3 | 21-25, 25-13, 18-25, 22-25 |
| 12-03                | Hylte/Halmstad - Linköpings | 3-1 | 25-22, 25-18, 15-25, 25-10 |
| 12-03                | Engelholms - IKSU           | 3-0 | 25-17, 25-16, 25-22        |

#### Classifica
| Pos. | Squadra        | Pt | G  | V  | P  | SV | SP | Ratio | PF    | PS    | Ratio |
| ---- | -------------- | -- | -- | -- | -- | -- | -- | ----- | ----- | ----- | ----- |
| 1.   | Engelholms     | 55 | 20 | 19 | 1  | 58 | 10 | 5,800 | 1 650 | 1 206 | 1,368 |
| 2.   | Örebro         | 50 | 20 | 17 | 3  | 54 | 17 | 3,176 | 1 648 | 1 331 | 1,238 |
| 3.   | Hylte/Halmstad | 45 | 20 | 15 | 5  | 50 | 21 | 2,381 | 1 642 | 1 353 | 1,214 |
| 4.   | Linköpings     | 40 | 20 | 13 | 7  | 46 | 28 | 1,643 | 1 645 | 1 477 | 1,114 |
| 5.   | Göteborg       | 32 | 20 | 11 | 9  | 39 | 35 | 1,114 | 1 591 | 1 617 | 0,984 |
| 6.   | Gislaved       | 30 | 20 | 10 | 10 | 34 | 37 | 0,919 | 1 504 | 1 566 | 0,960 |
| 7.   | Sollentuna     | 27 | 20 | 8  | 12 | 36 | 40 | 0,900 | 1 631 | 1 649 | 0,989 |
| 8.   | Lunds          | 25 | 20 | 8  | 12 | 32 | 41 | 0,780 | 1 551 | 1 591 | 0,975 |
| 9.   | Värnamo        | 14 | 20 | 5  | 15 | 20 | 49 | 0,408 | 1 340 | 1 638 | 0,818 |
| 10.  | RIG Falköping  | 12 | 20 | 4  | 16 | 15 | 51 | 0,294 | 1 284 | 1 590 | 0,808 |
| 11.  | IKSU           | 0  | 20 | 0  | 20 | 5  | 60 | 0,083 | 1 145 | 1 613 | 0,710 |

      Qualificata ai play-off scudetto
      Qualificata ai play-out retrocessione

### Play-off scudetto

#### Tabellone
|  | Quarti di finale | Quarti di finale | Quarti di finale | Quarti di finale | Quarti di finale | Quarti di finale | Quarti di finale |            |                | Semifinali | Semifinali | Semifinali | Semifinali | Semifinali | Semifinali | Semifinali |                 |                 | Finale          | Finale          | Finale | Finale | Finale | Finale | Finale |  |
|  |                  |                  |                  |                  |                  |                  |                  |            |                |            |            |            |            |            |            |            |                 |                 |                 |                 |        |        |        |        |        |  |
|  | 8                | Lunds            | 0                | 0                | 0                |                  |                  |            |                |            |            |            |            |            |            |            |                 |                 |                 |                 |        |        |        |        |        |  |
|  | 8                | Lunds            | 0                | 0                | 0                |                  |                  |            |                |            |            |            |            |            |            |            |                 |                 |                 |                 |        |        |        |        |        |  |
|  | 1                | Engelholms       | 3                | 3                | 3                |                  |                  |            |                |            |            |            |            |            |            |            |                 |                 |                 |                 |        |        |        |        |        |  |
|  | 1                | Engelholms       | 3                | 3                | 3                |                  | 1                | Engelholms | 3              | 3          | 3          |            |            |            |            |            |                 |                 |                 |                 |        |        |        |        |        |  |
|  |                  |                  |                  |                  |                  |                  |                  | Engelholms | 3              | 3          | 3          |            |            |            |            |            |                 |                 |                 |                 |        |        |        |        |        |  |
|  |                  |                  | 4                | Linköpings       | 0                | 0                | 0                |            |                |            |            |            |            |            |            |            |                 |                 |                 |                 |        |        |        |        |        |  |
|  | 5                | Göteborg         | 4                | Linköpings       | 0                | 0                | 0                | 2          | 0              | 0          |            |            |            |            |            |            |                 |                 |                 |                 |        |        |        |        |        |  |
|  | 5                | Göteborg         |                  |                  |                  |                  |                  |            |                |            |            |            |            |            |            |            |                 |                 |                 |                 |        |        |        |        |        |  |
|  | 4                | Linköpings       | 3                | 3                | 3                |                  |                  |            |                |            |            |            |            |            |            |            |                 |                 |                 |                 |        |        |        |        |        |  |
|  | 4                | Linköpings       | 3                | 3                | 3                |                  | 1                | Engelholms | 3              | 1          | 3          | 3          |            |            |            |            |                 |                 |                 |                 |        |        |        |        |        |  |
|  |                  |                  |                  |                  |                  |                  |                  |            |                |            |            |            |            |            |            |            |                 |                 |                 |                 |        |        |        |        |        |  |
|  |                  |                  | 3                | Hylte/Halmstad   | 0                | 3                | 2                | 1          |                |            |            |            |            |            |            |            |                 |                 |                 |                 |        |        |        |        |        |  |
|  | 6                | Gislaved         | 3                | Hylte/Halmstad   | 0                | 3                | 2                | 1          | 3              | 1          | 0          | 0          |            |            |            |            |                 |                 |                 |                 |        |        |        |        |        |  |
|  | 6                | Gislaved         |                  |                  |                  |                  |                  |            | 3              | 1          | 0          | 0          |            |            |            |            |                 |                 |                 |                 |        |        |        |        |        |  |
|  | 3                | Hylte/Halmstad   | 2                | 3                | 3                | 3                |                  |            |                |            |            |            |            |            |            |            |                 |                 |                 |                 |        |        |        |        |        |  |
|  | 3                | Hylte/Halmstad   | 2                | 3                | 3                | 3                |                  | 3          | Hylte/Halmstad | 1          | 3          | 3          | 3          |            |            |            | Finale 3º posto | Finale 3º posto | Finale 3º posto | Finale 3º posto |        |        |        |        |        |  |
|  |                  |                  |                  |                  |                  |                  |                  | 3          | Hylte/Halmstad | 1          | 3          | 3          | 3          |            |            |            |                 |                 |                 |                 |        |        |        |        |        |  |
|  |                  |                  | 2                | Örebro           | 3                | 0                | 2                | 1          |                |            |            |            |            |            |            |            |                 |                 |                 |                 |        |        |        |        |        |  |
|  | 7                | Sollentuna       | 2                | Örebro           | 3                | 0                | 2                | 1          | 0              | 1          | 0          |            |            |            |            | 4          | Linköpings      | 0               | 0               |                 |        |        |        |        |        |  |
|  | 7                | Sollentuna       |                  |                  |                  |                  |                  |            |                |            |            |            |            |            |            | 4          | Linköpings      | 0               | 0               |                 |        |        |        |        |        |  |
|  | 2                | Örebro           | 3                | 3                | 3                |                  |                  |            |                | 2          | Örebro     | 3          | 3          |            |            |            |                 |                 |                 |                 |        |        |        |        |        |  |

#### Risultati

##### Quarti di finale
| Gara 1 |                           |     |                                   |
|        |                           |     |                                   |
| 18-03  | Lunds - Engelholms        | 0-3 | 19-25, 16-25, 17-25               |
| 19-03  | Gislaved - Hylte/Halmstad | 3-2 | 20-25, 25-23, 25-22, 12-25, 15-13 |
| 18-03  | Sollentuna - Örebro       | 0-3 | 11-25, 8-25, 16-25                |
| 18-03  | Göteborg - Linköpings     | 2-3 | 25-22, 25-21, 19-25, 19-25, 11-15 |

| Gara 2 |                           |     |                            |
|        |                           |     |                            |
| 22-03  | Engelholms - Lunds        | 3-0 | 25-23, 25-18, 25-13        |
| 22-03  | Örebro - Sollentuna       | 3-1 | 25-16, 25-8, 20-25, 25-19  |
| 22-03  | Hylte/Halmstad - Gislaved | 3-1 | 25-17, 25-19, 24-26, 25-12 |
| 22-03  | Linköpings - Göteborg     | 3-0 | 25-11, 25-14, 25-20        |

| Gara 3 |                           |     |                     |
|        |                           |     |                     |
| 26-03  | Engelholms - Lunds        | 3-0 | 25-22, 25-22, 25-23 |
| 26-03  | Örebro - Sollentuna       | 3-0 | 25-14, 25-14, 25-18 |
| 26-03  | Hylte/Halmstad - Gislaved | 3-0 | 25-15, 25-21, 25-21 |
| 25-03  | Linköpings - Göteborg     | 3-0 | 25-11, 25-21, 25-16 |

| Gara 4 |                           |     |                     |
|        |                           |     |                     |
| 28-03  | Gislaved - Hylte/Halmstad | 0-3 | 20-25, 18-25, 17-25 |

##### Semifinali
| Gara 1 |                         |     |                            |
|        |                         |     |                            |
| 02-04  | Engelholms - Linköpings | 3-0 | 25-19, 25-19, 25-19        |
| 01-04  | Örebro - Hylte/Halmstad | 3-1 | 25-16, 25-17, 18-25, 25-22 |

| Gara 2 |                         |     |                     |
|        |                         |     |                     |
| 06-04  | Linköpings - Engelholms | 0-3 | 21-25, 20-25, 13-25 |
| 05-04  | Hylte/Halmstad - Örebro | 3-0 | 25-18, 25-21, 25-17 |

| Gara 3 |                         |     |                                  |
|        |                         |     |                                  |
| 09-04  | Engelholms - Linköpings | 3-0 | 25-16, 25-23, 25-14              |
| 09-04  | Örebro - Hylte/Halmstad | 2-3 | 25-15, 23-25, 15-25, 25-12, 9-15 |

| Gara 4 |                         |     |                            |
|        |                         |     |                            |
| 11-04  | Hylte/Halmstad - Örebro | 3-1 | 30-28, 26-24, 16-25, 25-21 |

##### Finale 3º posto
| Andata |                     |     |                     |
|        |                     |     |                     |
| 15-04  | Linköpings - Örebro | 0-3 | 23-25, 15-25, 21-25 |

| Ritorno |                     |     |                     |
|         |                     |     |                     |
| 22-04   | Örebro - Linköpings | 3-0 | 25-22, 25-21, 25-15 |

##### Finale
| Gara 1 |                             |     |                     |
|        |                             |     |                     |
| 16-04  | Engelholms - Hylte/Halmstad | 3-0 | 25-22, 25-21, 25-21 |

| Gara 2 |                             |     |                            |
|        |                             |     |                            |
| 19-04  | Hylte/Halmstad - Engelholms | 3-1 | 21-25, 25-18, 25-18, 25-14 |

| Gara 3 |                             |     |                                   |
|        |                             |     |                                   |
| 23-04  | Engelholms - Hylte/Halmstad | 3-2 | 17-25, 25-15, 22-25, 25-19, 15-11 |

| Gara 4 |                             |     |                            |
|        |                             |     |                            |
| 25-04  | Hylte/Halmstad - Engelholms | 1-3 | 25-16, 21-25, 19-25, 14-25 |

### Play-out retrocessione

#### Tabellone
|  | Play-out |         |   |   |  |  |
|  |          |         |   |   |  |  |
|  | 11       | IKSU    | 1 | 0 |  |  |
|  | 11       | IKSU    | 1 | 0 |  |  |
|  | 9        | Värnamo | 3 | 3 |  |  |

#### Risultati
| Gara 1 |                |     |                            |
|        |                |     |                            |
| 18-03  | IKSU - Värnamo | 1-3 | 22-25, 17-25, 25-20, 23-25 |

| Gara 2 |                |     |                     |
|        |                |     |                     |
| 25-03  | Värnamo - IKSU | 3-0 | 25-17, 25-12, 25-16 |

### Spareggio promozione-retrocessione

#### Risultati
| Andata |                   |     |                                  |
|        |                   |     |                                  |
| 01-04  | Lindesberg - IKSU | 2-3 | 25-22, 28-26, 21-25, 21-25, 8-15 |

| Ritorno |                   |     |                                   |
|         |                   |     |                                   |
| 15-04   | IKSU - Lindesberg | 3-2 | 25-14, 25-14, 19-25, 14-25, 15-10 |

## Statistiche
| Rendimento individuale | Rendimento individuale | Rendimento individuale | Rendimento individuale |
| Pos.                   | Nome                   | Punti                  | Squadra                |
| ---------------------- | ---------------------- | ---------------------- | ---------------------- |
| 1                      | Caitlin Tipping        | 536                    | Linköpings             |
| 2                      | Jamie Stivers          | 476                    | Engelholms             |
| 3                      | Aleksandra Omelaniuk   | 418                    | Engelholms             |
| 4                      | Thelma Grétarsdóttir   | 410                    | Hylte/Halmstad         |
| 5                      | Jonna Wasserfaller     | 405                    | Hylte/Halmstad         |
| 6                      | Tea Andrić             | 391                    | Hylte/Halmstad         |
| 7                      | Hanah Blume            | 382                    | Göteborg               |
| 8                      | Rebecca Redgen         | 348                    | Linköpings             |
| 9                      | Saga Nilsson           | 326                    | Värnamo                |
| 10                     | Ulrika Blomgren        | 307                    | Sollentuna             |

| Attacchi vincenti | Attacchi vincenti    | Attacchi vincenti | Attacchi vincenti |
| Pos.              | Nome                 | Punti             | Squadra           |
| ----------------- | -------------------- | ----------------- | ----------------- |
| 1                 | Jamie Stivers        | 409               | Engelholms        |
| 2                 | Caitlin Tipping      | 405               | Linköpings        |
| 3                 | Aleksandra Omelaniuk | 357               | Engelholms        |
| 4                 | Tea Andrić           | 341               | Hylte/Halmstad    |
| 5                 | Thelma Grétarsdóttir | 339               | Hylte/Halmstad    |
| 6                 | Hanah Blume          | 338               | Göteborg          |
| 7                 | Rebecca Redgen       | 296               | Linköpings        |
| 8                 | Jonna Wasserfaller   | 272               | Hylte/Halmstad    |
| 9                 | Saga Nilsson         | 271               | Värnamo           |
| 10                | Ulrika Blomgren      | 252               | Sollentuna        |

| Muri vincenti | Muri vincenti      | Muri vincenti | Muri vincenti  |
| Pos.          | Nome               | Punti         | Squadra        |
| ------------- | ------------------ | ------------- | -------------- |
| 1             | Caitlin Tipping    | 83            | Linköpings     |
| 2             | Julia Nilsson      | 66            | Engelholms     |
| 3             | Jonna Wasserfaller | 63            | Hylte/Halmstad |
| 4             | Elin Arnerdal      | 56            | Linköpings     |
| 4             | Elsa Arrestad      | 56            | Örebro         |
| 6             | Evelina Eriksson   | 51            | Hylte/Halmstad |
| 7             | Maja Jonsson       | 48            | Värnamo        |
| 8             | Ana Guerra         | 45            | Göteborg       |
| 9             | Gun Hindgren       | 40            | IKSU           |
| 10            | Klara Juneholm     | 39            | Linköpings     |

| Battute vincenti | Battute vincenti     | Battute vincenti | Battute vincenti |
| Pos.             | Nome                 | Punti            | Squadra          |
| ---------------- | -------------------- | ---------------- | ---------------- |
| 1                | Jonna Wasserfaller   | 71               | Hylte/Halmstad   |
| 2                | Caitlin Tipping      | 49               | Linköpings       |
| 3                | Thelma Grétarsdóttir | 41               | Hylte/Halmstad   |
| 3                | Julia Nilsson        | 41               | Engelholms       |
| 5                | Linnea Skogsberg     | 40               | Lunds            |
| 6                | Jamie Stivers        | 38               | Engelholms       |
| 7                | Klara Julevik        | 37               | Hylte/Halmstad   |
| 8                | Ulrika Blomgren      | 35               | Sollentuna       |
| 9                | Ida Larsson          | 34               | Sollentuna       |
| 10               | Khiani Garton-Dodd   | 33               | Lunds            |
| 10               | Tilda Hellgren       | 33               | Lunds            |
| 10               | Jelyzaveta Lazurenko | 33               | Hylte/Halmstad   |